# Borneol
Borneol är en bicyklisk organisk förening och en terpen. Hydroxylgruppen i denna förening är placerad i en endo-position. Borneol förekommer naturligt i stammen av Dryobalanops camphora, ett träd som växer på Borneo och Sumatra, vilket också gett den dess historiska namn.

## Egenskaper
Borneol oxideras lätt till ketoner och ger då kamfer. Borneol förekommer som två enantiomerer som har två olika CAS-nummer. Naturligt förekommande d-(+)-borneol är optiskt aktiv. Det kan hittas i flera arter av Artemisia, Dipterocarpaceae, Blumea balsamifera och Kaempferia galanga.

## Framställning
Borneol kan syntetiseras genom reduktion av kamfer i en Meerwein-Ponndorf-Verley-reduktion. Samma reduktion med natriumborhydrid, men då snabb och irreversibel, ger isoborneol som kinetiskt styrd reaktionsprodukt.

## Användning
Borneol används i traditionell kinesisk medicin som moxa. En tidig beskrivning finns i Bencao Gangmu. I Indonesien används borneol som rökelse och balsameringsmedel.
Borneol är kombination av många eteriska oljor och är ett naturligt insektsmedel.
Derivat av isoborneol används som kirala ligander i asymmetrisk syntes.
Ättiksyraestern av borneol förekommer i tallbarrsolja och kan framställas syntetiskt ur ättiksyra och borneol för användning i badsalter, tvålar och sprayer.